# Miasta Filipin
Według danych oficjalnych pochodzących z 2007 roku Filipiny posiadały ponad 350 miast o ludności przekraczającej 15 tys. mieszkańców. Stolica kraju Manila plasuje się na drugim miejscu i razem z  miastami Quezon City, Caloocan i Davao liczyli ponad 1 milion mieszkańców; 11 miast z ludnością 500÷1000 tys.; 65 miast z ludnością 100÷500 tys.; 62 miasta z ludnością 50÷100 tys.; 92 miasta z ludnością 25÷50 tys. oraz reszta miast poniżej 25 tys. mieszkańców.

## Największe miasta na Filipinach
Największe miasta na Filipinach według liczebności mieszkańców (stan na 01.08.2007):
| L.p. | Miasto      | Region              | Liczba ludności |
| ---- | ----------- | ------------------- | --------------- |
| 1.   | Quezon City | Metro Manila        | 2 679 450       |
| 2.   | Manila      | Metro Manila        | 1 660 714       |
| 3.   | Caloocan    | Metro Manila        | 1 378 856       |
| 4.   | Davao       | Davao               | 1 108 292       |
| 5.   | Cebu City   | Central Visayas     | 798 809         |
| 6.   | Antipolo    | CALABARZON          | 633 971         |
| 7.   | Zamboanga   | Zamboanga Peninsula | 621 073         |
| 8.   | Pasig       | Metro Manila        | 617 301         |
| 9.   | Taguig      | Metro Manila        | 613 343         |

## Alfabetyczna lista miast na Filipinach
(w nawiasie nazwa oryginalna w języku arabskim, czcionką pogrubioną wydzielono miasta powyżej 1 mln)
- Alaminos
- Angeles
- Antipolo
- Bacolod
- Bacoor
- Bago
- Baguio
- Bais
- Balanga
- Batac
- Batangas
- Bayawan
- Baybay
- Bayugan
- Biñan
- Bislig
- Bogo
- Borongan
- Butuan
- Cabadbaran
- Cabanatuan
- Cabuyao
- Cadiz
- Cagayan de Oro
- Calamba
- Calapan
- Calbayog
- Caloocan
- Candon
- Canlaon
- Carcar
- Catbalogan
- Cauayan
- Cavite
- Cebu City
- Cotabato
- Dagupan
- Danao
- Dapitan
- Dasmariñas
- Davao
- Digos
- Dipolog
- Dumaguete
- El Salvador
- Escalante
- Gapan
- General Santos
- Gingoog
- Guihulngan
- Himamaylan
- Ilagan
- Iligan
- Iloilo
- Imus
- Iriga
- Isabela
- Kabankalan
- Kidapawan
- Koronadal
- La Carlota
- Lamitan
- Laoag
- Lapu-Lapu
- Las Piñas
- Legazpi
- Ligao
- Lipa
- Lucena
- Maasin
- Mabalacat
- Makati
- Malabon
- Malaybalay
- Malolos
- Mandaluyong
- Mandaue
- Manila
- Marawi
- Marikina
- Masbate
- Mati
- Meycauayan
- Muñoz
- Muntinlupa
- Naga
- Naga
- Navotas
- Olongapo
- Ormoc
- Oroquieta
- Ozamis
- Pagadian
- Palayan
- Panabo
- Parañaque
- Pasay
- Pasig
- Passi
- Puerto Princesa
- Quezon City
- Roxas
- Sagay
- Samal
- San Carlos
- San Carlos
- San Fernando
- San Fernando
- San Jose
- San Jose del Monte
- San Juan
- San Pablo
- Santa Rosa
- Santiago
- Silay
- Sipalay
- Sorsogon
- Surigao
- Tabaco
- Tabuk
- Tacloban
- Tacurong
- Tagaytay
- Tagbilaran
- Taguig
- Tagum
- Talisay
- Talisay
- Tanauan
- Tandag
- Tangub
- Tanjay
- Tarlac
- Tayabas
- Toledo
- Trece Martires
- Tuguegarao
- Urdaneta
- Valencia
- Valenzuela
- Victorias
- Vigan
- Zamboanga